# Bruno Gudelj
Bruno Gudelj (Zagreb, 8 de maio de 1966) é um ex-handebolista profissional croata, campeão olímpico.
Bruno Gudelj fez parte do elenco medalha de ouro de Atlanta 1996, com 3 partidas e 2 gols.